# ジョン・ターナス
ジョン・ターナス (John Patrick Ternus)は、ティム・クックCEOの下で2021年からAppleのハードウェエンジニアリング担当上級副社長を務めている。彼はMac, iPhone, iPad, iPod, Apple TV, HomePod, AirPods, Apple Watch など多数のハードウェア製品開発チームを率いている。

## バイオグラフィ
ターナスは、ペンシルバニア大学で機械工学を専攻し1997年に学士を得た。
彼は2001年にAppleへ入社し、プロダクトデザインチームへ配属された。ターナスは2013年にダン・リッキオの下でハードウェアエンジニアリング担当VPに抜擢され、AirPods, Mac, iPadの開発責任者となった。2020年には、iPhoneの開発責任者をダン・リッキオから引き継いだ。2021年1月25日にターナスは、ダン・リッキオの後任として、ハードウェアエンジニアリング担当上級副社長へ昇格した。2022年下旬にはApple Watchのハードウェア担当開発責任者も兼任することになった。2021年、Bloomberg Newsにて、ターナスはAppleで最年少の取締役であり、カリスマ性を備えた好人物と評された。
ターナスは、Appleでハードウェアエンジニアリング担当VPに昇格後、WWDCやAppleイベントでの、Mac, iPadの製品発表の際に度々プレゼンテーションを担当している。MacBook Pro, iMacの新モデル、2018年にはiPad Pro, iMac Pro、そして2019年のデザインが刷新されたMac Proなどを発表してきた。彼は、2020年には、Apple M1搭載のMacBook Air, MacBook Pro, Mac miniを、2021年には24インチiMacを披露した。 ターナスは、AppleイベントUnleashedでMacBook Pro (2021)を発表し2024年5月7日のAppleイベントLet LooseでApple M4を搭載したiPad Pro (M4)を発表した